# جزیره اسرارآمیز (فیلم ۱۹۶۱)
جزیره اسرارآمیز (انگلیسی: Mysterious Island) فیلمی در ژانر علمی–تخیلی، فانتزی و ماجراجویی به کارگردانی ری هری‌هاوزن است که در سال ۱۹۶۱ منتشر شد. از بازیگران آن می‌توان به مایکل کریگ، گری مریل، هربرت لام و پرسی هربرت اشاره کرد.